# 328
- Wikisource

| Calendário gregoriano                                                        | 328 CCCXXVIII                   |
| Ab urbe condita                                                              | 1081                            |
| Calendário arménio                                                           | -224 – -223                     |
| Calendário bahá'í                                                            | -1516 – -1515                   |
| Calendário budista                                                           | 872                             |
| Calendário chinês                                                            | 3024 – 3025                     |
| Calendário copta                                                             | 44 – 45                         |
| Calendário etíope                                                            | 320 – 321                       |
| Calendários hindus - Vikram Samvat - Calendário nacional indiano - Cáli Iuga | 383 – 384 249 – 250 3428 – 3429 |
| Calendário Holoceno                                                          | 10328                           |
| Calendário islâmico                                                          | 303 BH – 302 BH                 |
| Calendário judaico                                                           | 4088 – 4089                     |
| Calendário persa                                                             | 294 BP – 293 BP                 |
| Calendário rúnico                                                            | 578                             |
| Calendário solar tailandês                                                   | 871                             |

328 (CCCXXVIII, na numeração romana) foi um ano bissexto do século IV que começou numa segunda-feira, segundo o calendário juliano.  Segundo o horóscopo chinês, foi o ano do Rato.
| Ano completo                       |
| ---------------------------------- |
| Ano bissexto com início ao domingo |